# PGC 49313
LEDA/PGC 49313 ist eine Galaxie im Sternbild Jagdhunde am Nordsternhimmel. Sie ist schätzungsweise 326 Millionen Lichtjahre von der Milchstraße entfernt und hat einen Durchmesser von etwa 110.000 Lichtjahren.
Im selben Himmelsareal befinden sich unter anderem die Galaxien IC 4340, IC 4341, PGC 49301, PGC 2098601.